# Caspar Weinberger
Caspar Willard Weinberger (ur. 18 sierpnia 1917 w San Francisco, zm. 28 marca 2006 w Mount Desert Island w stanie Maine) – amerykański polityk, sekretarz obrony Stanów Zjednoczonych w administracji prezydenta Ronalda Reagana w latach 1981–1987. Znany ze swojej aktywności nad programem Inicjatywy Obrony Strategicznej (popularnie zwanym Programem Star Wars) oraz z afery Iran-Contras.

## Życiorys
Jego rodzice Herman Weinberger i Cerise Carpenter Hampson byli emigrantami z Anglii. Dziadek ze strony ojca, Nathan Weinberger, był czeskim Żydem.
Caspar Weinberger był absolwentem Wydziału Prawa Uniwersytetu Harvarda. W czasie II wojny światowej służył w piechocie, po czym pracował w wywiadzie wojskowym, za co otrzymał najwyższe odznaczenia państwowe od rządów Stanów Zjednoczonych Ameryki, Wielkiej Brytanii i Japonii: Prezydencki Medal Wolności, GBE i Orderem Wschodzącego Słońca klasy I.
W 1952 został deputowanym do Zgromadzenia Stanowego Kalifornii, ponownie został wybrany w 1954 i 1956. W 1962 został wybrany przewodniczącym Partii Republikańskiej w stanie Kalifornia. W 1967 ówczesny gubernator Kalifornii Ronald Reagan mianował go przewodniczącym Kalifornijskiej Komisji Organizacji Rządowej i Ekonomicznej, a w 1968 stanowym dyrektorem ds. finansów. W styczniu 1970 Weinberger przeniósł się do Waszyngtonu, aby objąć stanowisko przewodniczącego Federalnej Komisji Handlu, jednocześnie sprawując stanowisko wicedyrektora (1970–1972) i dyrektora (1972–1973) Biura ds. Zarządzania i Budżetu oraz sekretarza ds. zdrowia, edukacji i spraw socjalnych (1973–1975). W 1981 został mianowany przez prezydenta Reagana sekretarzem obrony, funkcję sprawował do 1987, kiedy zmuszony został do ustąpienia na skutek zamieszania w tzw. aferę Iran-Contras (został później ułaskawiony przez Busha seniora). Po 1987 roku wycofał się z życia politycznego. W latach 2001–2006 pracował jako prezes domu prasowego wydającego czasopismo ekonomiczne „Forbes”. Zmarł w swoim domu w Mount Desert Island w stanie Maine.